# Syllitus bicolor
Syllitus bicolor là một loài bọ cánh cứng trong họ Cerambycidae.